# Объект Д №1
Объект Д № 1 — первый спутник серии «Объект Д», запуск 27 апреля 1958 года окончился взрывом ракеты-носителя из-за колебаний в магистрали окислителя на 89-й секунде полёта. Расследование аварии позволило усовершенствовать ракету и увеличить её надёжность.
При старте ракета развалилась из-за возникших колебаний и упала в 100 километрах от старта. Спутник при этом оторвался и упал отдельно. Повреждённый спутник отвезли в Монтажно-испытательный комплекс. При попытке его вскрыть загорелись провода. Запущенный позже Спутник-3 был дублёром.